# 阮福綿㝭
阮福綿㝭（越南语：／，1830年11月11日—1870年3月18日），越南阮朝明命帝第五十二子，生母和嬪阮氏奎。
明命十一年九月二十六日（1830年11月11日），阮福綿㝭在順化皇城出生。明命二十一年（1840年）四月，受封為奠國公（越南语：／）。嗣德二十三年二月十七日（1870年3月18日），阮福綿㝭去世，壽四十一歲，賜諡恭雅。葬於承天府香水縣居正總月瓢社，在香茶縣富春總春陽社建祠祭祀。

## 子女
阮福綿㝭有10子7女。後裔按御賜田字部起名。
- 子阮福洪畬，襲封奠鄉侯。
- 子，過繼給同母弟新安郡公阮福綿𡧖為子，改名阮福洪圃，襲封畿外侯。
  - 孫阮福膺因
    - 曾孫寶圓，曾出任越南共和國內務部長[3]